# Tom Clancy’s Ghost Recon Advanced Warfighter 2
Tom Clancy’s Ghost Recon Advanced Warfighter 2 — компьютерная игра в жанре тактического шутера, продолжение Tom Clancy's Ghost Recon Advanced Warfighter, изданное компанией Ubisoft в 2007 году. Сиквел является шестой игрой в серии Ghost Recon.

## Геймплей
Геймплей (версии для PS3 и Xbox 360) сиквела аналогичен оригинальной игре, хотя, конечно, некоторые изменения были внесены. Так, например, благодаря новой версии кросс-кома игрок получил возможность «видеть то, что видит член отряда» на всём экране. Это позволяет направлять подчинённых более аккуратно и точно. Искусственный интеллект бойцов был улучшен по сравнению с первой частью: теперь юниты активно ищут укрытия, выглядывают из-за углов и т. д. Но в то же время довольно часто бойцы не могут найти правильный путь к цели, застревают на месте или пытаются сбить вертолёт из автоматического оружия. Действия игры проходят на таких локациях, как горные районы, небольшие города и поселения, а также на крупной гидроэлектрической дамбе к северу от границы.

## Сюжет
После того, как команда «призраков» под командованием капитана Митчелла спасла президентов США и Мексики, неугомонные мексиканские повстанцы по-прежнему потрясают оружием и строят коварные планы. Игра берёт своё начало в 2014 году, спустя 48 часов после окончания событий первой части. Скотта Митчелла отправляют на Американо-Мексиканскую границу, где разгорелся конфликт между мексиканскими повстанцами, военными и армией США. В Мехико убивают премьер-министра Канады, под угрозой оказывается жизнь президента США, а власть в Мексике переходит в руки вооруженных повстанцев. На повестке дня подрыв гигантской дамбы у границ Америки и Мексики, захват пограничных штатов и активация «грязной» бомбы. Успокоить беспокойных латиносов вновь должен Митчелл и его «призрачные» товарищи по оружию. Отряд Митчелла под управлением игрока должен установить мир в регионе и не допустить жертв со стороны мирного населения.

## Мультиплеер
В игре игроки по сети могут быть «критически ранены», «оглушены», а не убиты. Это даёт возможность соратникам по команде вылечить павших бойцов и предотвратить захват стратегической точки. Однако раненые игроки могут быть подстрелены и убиты бойцами из вражеской команды перед тем, как их вылечат. Механика в мультиплеере была также улучшена: например, персонажи могут «скользнуть» в позицию «сидя» во время бега. В первом GRAW это было доступно только в режиме одиночной игры. Способность использовать укрытия как в синглплеере так и не была добавлена в сетевой режим.
Новой особенностью мультиплеера является полноэкранный кросс-ком. Как и в одиночном режиме, игрок может зажать правую кнопку и перейти в полноэкранный режим. Это работает как с членами команды, так и с дронами, однако отдавать команды дрону или самостоятельно летать нельзя.

## Классы
- Стрелок — универсальный боец, эффективный против вражеской пехоты и вооружённый штурмовой винтовкой. По меньшей мере один стрелок всегда присутствует в команде.
- Пулемётчик — высокобронированный солдат, вооружённый лёгким пулемётом, способный уничтожать большие скопления пехоты и небольшие автомобили, которые служат укрытием для врагов. На больших расстояниях точность пулемёта заметно падает, но это не мешает пулемётчику предотвращать передвижения вражеских войск в подконтрольной ему зоне.
- Гренадер — гранатомётчик, вооружённый гранатомётом. Способен быстро взрывать лёгкобронированные автомобили и пехоту, спрятавшуюся в укрытии.
- Медик — единственный член отряда, способный вылечить Капитана Митчелла. Несёт 3 дополнительных медпакета. Остальные члены команды проходят только начальную медицинскую подготовку и могут довести здоровье партнёра лишь до «красного уровня», и только медик лечит бойцов полностью, что особенно полезно в серьёзных перестрелках. Он вооружён только пистолетом-пулемётом, неэффективным на дальних дистанциях. Главный герой не может нести дополнительные медпакеты и лечить товарищей до 100%, а медик может. Медики и медпакеты были вырезаны из PC-версии игры.
- Снайпер — солдат, вооружённый мощной снайперской винтовкой, способной на дальних дистанциях убивать пехотинцев с одного выстрела.
- Анти-танк — ракетомётчик, вооружённый ракетницей и имеющий жизненно важное значение для защиты отряда от тяжёлой бронетехники. Однако обычно вместо бойца анти-танка в отряд берут дополнительного стрелка или медика, а для уничтожения техники используются юниты поддержки.

## Дополнительный контент

### Ремейки карт
Специально для второй части Ghost Recon Advanced Warfighter сделали 7 классических карт из ранних игр серии, а именно: Bonfires, Desert Gulch, Fishing Village, Jungle Mines, Mountain Base, Mountain Falls, и Peninsula. Все они доступны в одном пакете и распространяются через систему Xbox Live Marketplace за 800 Microsoft Points (10 долларов США). С 23 августа 2007 года распространяются бесплатно.

### Эксклюзивный контент для PS3
Версия игры для PlayStation 3 получила дополнительный контент в виде 14 дополнительных мультиплеерных карт (7 из них доступны для Xbox 360), 8 новых видов оружия в режиме быстрой миссии и 2 новых мультиплеерных кооперативных режима.

## Отзывы
| Сводный рейтинг | Сводный рейтинг | Сводный рейтинг | Сводный рейтинг | Сводный рейтинг |
| Издание         | Оценка          | Оценка          | Оценка          | Оценка          |
| Издание         | PC              | PS3             | PSP             | Xbox 360        |
| --------------- | --------------- | --------------- | --------------- | --------------- |
| GameRankings    | 77,15 %         | 86,59 %         | 62,38 %         | 86,46 %         |